# Berna Llobell
Berna Llobell (Potries, 1953) es un actor valenciano de teatro, cine y televisión.
Se ha formado en arte dramático, antropología teatral, técnicas de voz, maquillaje, verso, esgrima y Commedia dell’Arte. En 1986, inició su carrera profesional como actor con la obra teatral El paria, de August Strindberg, dirigida por Guillem Català. Desde entonces, además de continuar su carrera teatral, ha trabajado en teleseries, telefilmes y cortometrajes, como La primera golondrina (Lorena Lluch, 2012). Ganó mucha popularidad gracias a su interpretación del personaje de El Tio Pep en l'Alquería Blanca, una teleserie que explica las vivencias de un pueblo valenciano, del interior, a mediados de 1960. En 2015 se estrenó, en el Teatro Principal de Castellón de la Plana, la versión teatral de esta teleserie, protagonizada por el propio Berna Llobell, junto con Ferran Gadea, y Lola Moltó. Llobell también ha realizado algunos largometrajes, como Satan-Café (Juli Leal, 1991) o Las palabras de Vero (Octavi Masià, 2004).
Desde 1988, ha trabajado como actor de doblaje para TV3, Antena 3, RTVV y Canal +.
Ha recibido el Premio a la Mejor interpretación de Doblaje por la producción Despertar (doblando Robin Williams) en la tercera edición de los Premios Tirant en 1999 y el Premio AAPV 2011 a la Mejor interpretación masculina audiovisual.
En 2017 Berna Llobell participó en el corto con el que cada año Levante TV felicita la Navidad a sus telespectadores, llamada El Nadal més valencià, y que ese año hacía la tercera edición.
En 2018 participó en la lectura dramatizada de la obra «Només es perd el que es guarda», que reflexiona sobre la estancia de Machado en Rocafort.